# John Smit
John William Smit (* 3. April 1978 in Pietersburg) ist ein ehemaliger südafrikanischer Rugby-Union-Spieler, der auf den Positionen Pfeiler und Hakler für die südafrikanische Nationalmannschaft, die Provinz Natal und im Super 14 für die Sharks spielte. Er wurde im Jahr 2007 mit den „Springboks“ Weltmeister.

## Karriere
Smit gab im Jahr 2000 sein Debüt für Südafrika als Einwechselspieler im Spiel gegen Kanada, das mit 51:18 gewonnen wurde. Er wurde bei den folgenden Tri Nations regelmäßig eingewechselt, sein erstes Spiel in der Startformation folgte im November des Jahres gegen Argentinien. Seinen ersten Versuch für die Nationalmannschaft legte er 2001 gegen Italien. Aufgrund einer Schulterverletzung fiel er dann für 18 Monate aus, zu den Weltmeisterschaften im Jahr 2003 kehrte er zurück. Er wurde dabei in allen fünf Spielen eingesetzt und wurde gegen Georgien zum 51. Kapitän der „Springboks“.
Unter dem neuen Nationaltrainer Jake White wurde Smit 2004 permanent zum Kapitän ernannt. In diesem Jahr gewann Südafrika zum zweiten Mal nach 1998 das Tri-Nations-Turnier. Zwischen 2003 und 2007 lief er in 46 aufeinanderfolgenden Länderspielen auf, bevor ihn eine Verletzung bei den Tri Nations 2007 außer Gefecht setzte. Das Jahr hatte für Südafrika mit zwei deutlichen Siegen über England begonnen, die Tri Nations verliefen jedoch enttäuschend. Bei den Weltmeisterschaften gelang es Südafrika, alle Spiele zu gewinnen und zum zweiten Mal Weltmeister zu werden. Smit kam dabei in allen Partien zum Einsatz.
Im Anschluss an den WM-Titel wechselte Smit von den Sharks nach Frankreich zu ASM Clermont Auvergne. Er kam dort unter anderem im Finale gegen Stade Toulousain zum Einsatz, das Clermont jedoch verlor. Zuvor hatte er mit den Sharks das Finale im Super 14 erreicht und war dort gegen die südafrikanischen Rivalen Bulls unterlegen. Nach nur einem Jahr in Frankreich ging er zurück nach Südafrika. Bei den Tri Nations 2008 setzte ihn der Neuseeländer Brad Thorn mit einem spear tackle außer Gefecht und Smit fiel für das restliche Turnier aus. Am Ende des Jahres kam er zurück und feierte mit Südafrika drei Siege über britische Nationalmannschaften, unter anderem fügte man England die höchste Heimniederlage der Geschichte zu. Zudem wurde er Kapitän der Barbarians bei deren Aufeinandertreffen mit Australien.
Im Jahr 2009 führte Smit Südafrika als Kapitän zu zwei Siegen und damit zum Gewinn der Testserie gegen die British and Irish Lions. Des Weiteren gewann Südafrika auch das Tri-Nations-Turnier.
Nach der Rugby-Weltmeisterschaft 2011 beendete er seine Karriere bei der Nationalmannschaft. Auch wenn Smit offiziell bis 2012 auf Vereinsebene noch aktiv war, wurde er 2011 in die World Rugby Hall of Fame aufgenommen.
2013 wurde Smit zum CEO der Sharks ernannt.